# Håtunaleken

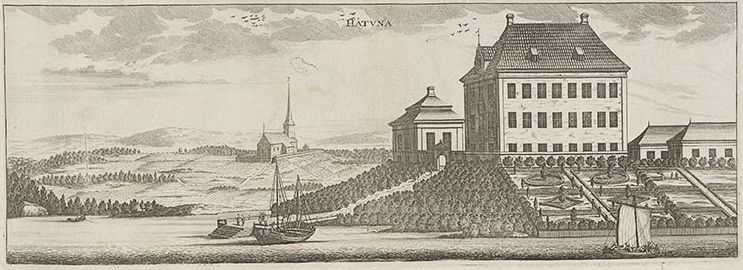
Castello Håtuna nel 1694

Il nome Håtunaleken (lett. Giochi di Håtuna) indica un conflitto avvenuto nel 1306 in Svezia tra re Birger di Svezia e i suoi due fratelli Erik Magnusson e Valdemaro Magnusson.

## Contesto
Magnus III morì nel 1290 lasciando il regno al figlio maggiore Birger, di soli dieci anni. Birger era già stato scelto come successore all'età di quattro anni. Per governare il regno in vece del bambino venne scelto Torgils Knutsson, che resse la Svezia per alcuni anni. Torgils, reggente del regno, ottenne grandi successi in Finlandia e non nascondeva la propria ostilità nei confronti della Chiesa.
Nel 1304 Erik e Valdemaro firmarono un documento che proibiva loro di condurre politica esterna e che li teneva fuori dalla corte reale, a meno che non venissero specificatamente richiamati. La durezza di questo accordo probabilmente fu la causa degli Håtunaleken. Infatti erano stati esclusi dall'esercizio di un potere autonomo, di cui godevano allora i grandi proprietari feudali.
Erik possedeva un grande potere ed era certamente un politico miigliore del fratello Birger. La causa della sua punizione fu che nel Bohuslän aveva creato un vero e proprio regno indipendente. Aveva inoltre sposato Ingeborg, la figlia del re norvegese Haakon V, e controllava Halland, al confine tra Norvegia e Danimarca. La preoccupazione di Birger quindi era di limitare il potere di Erik e le sue aspirazioni. 

## Giochi di Håtuna
Il 29 settembre 1306 Erik e Valdemaro arrivarono a Håtuna, una residenza di Birger sul Mälaren. I due duchi venivano da una festa di nozze a Bjälbo e Birger li invitò a un'altra festa che si prolugò fino a tarda notte. Durante la festa, Birger e sua moglie Marta vennero catturati da Erik e Valdemaro e rinchiusi nella torre del castello di Nyköping. Il figlio di Birger, Magnus, venne tratto in salvo da un servitore e mandato in Danimarca da Eric VI e sua zia Ingeborg.

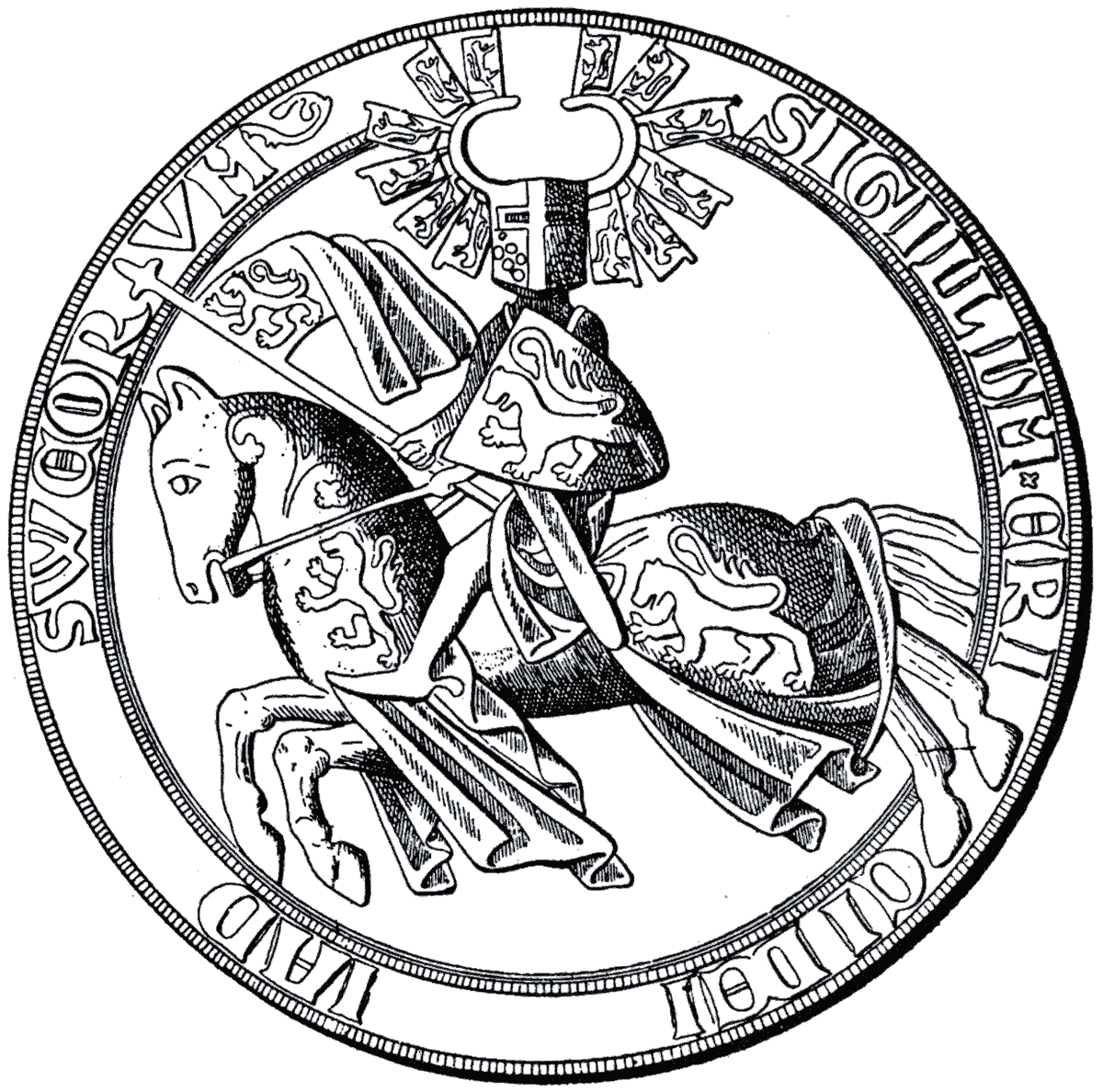
Sigillo di Eric Magnusson

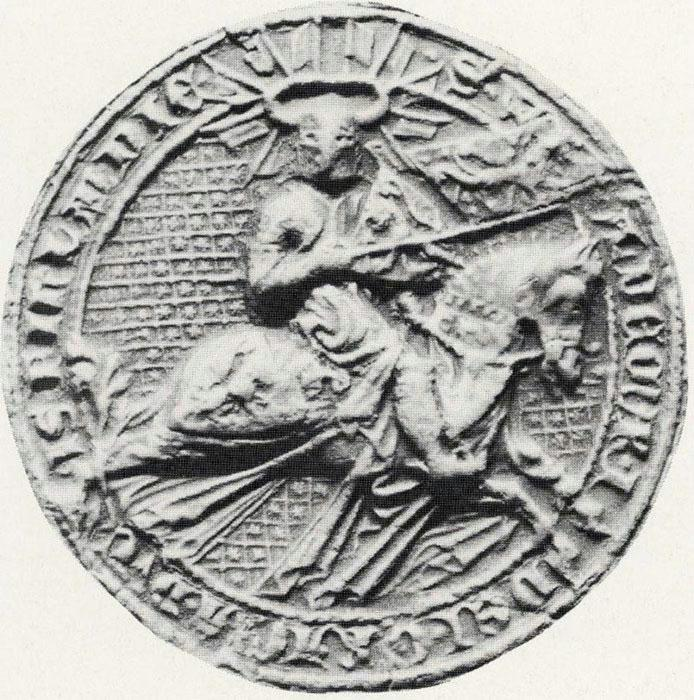
Sigillo di Valdemaro

Erik prese il potere sulla Svezia. Governava già  Halland e Bohuslän, ed essendo sposato con la principessa Ingeborg di Norvegia aspirava ad ottenere la corona norvegese. I suoi progetti vennero vanificati dal re danese Erik, che attaccò la Svezia e devastò il Västergötland per costringere il duca alla resa. Valdemaro rispose saccheggiando la Scania servendosi di mercenari tedeschi, allora molto comuni e temuti. Per contrastare definitivamente i due usurpatori, Haakon V di Norvegia ed Eric di Danimarca si allearono. Dopo due anni di prigionia Birger e Marta vennero liberati.

## Eventi successivi
Le condizioni di rilascio di Birger imponevano al re di ritrattare le proibizioni fatte a Erik nel 1304 e di cedergli largo potere su gran parte della Svezia.
Negli anni successivi Birger e i fratelli fecero pace, sebbene a volte avvenissero piccole schermaglie tra le parti. Ma nel 1317, durante le celebrazioni natalizie al castello di Nyköping, Birger dimostrò di non aver né dimenticato né perdonato gli Håtunaleken e fece arrestare e condannò i fratelli a morire di stenti in prigione.
La lotta dinastica terminò solo nel 1319, con l'ascesa al trono di Magnus Eriksson all'età di soli tre anni.